# Luke Sutherland
Luke Sutherland (Anglia, 1971 –) skót író és zenész. Két zenekar teljes idős, és a Mogwai besegítő tagja; ezen kívül három könyvet írt.

## Élete
Sutherland tagja volt az 1993–1998 között aktív Long Fin Killie posztrock bandának, ezután megalapította a Bows együttest. 2000 óta a Mogwaijal együtt turnézik; koncertjeiken hegedül és gitározik. Ezen felül a Mexican Grand Prix dal énekese. A Music A.M. zenekarral Stefan Schneider és Volker Bertelmann közreműködésével három albumot adtak ki: A Heart & Two Stars (2004), My City Glittered Like a Breaking Wave (2005) és Unwound From The Wood (2006); Luke ezeken énekelt.
Első könyvét, a Jelly Rollt 1998-ban első regény kategóriában Whitbread-díjra jelölték. Venus As A Boy könyve Orkney-ban eltöltött gyerekkoráról mesél, ahol ő volt az egyetlen skót-amerikai.

## Könyvei
- Jelly Roll. Harlow: Anchor. 1998.  ISBN 1862300305 Hozzáférés: 2017. május 5.
- Sweatmeat. Harlow: Anchor. 2002.  Hozzáférés: 2017. május 5. [halott link]
- Venus as a Boy. New York: Bloomsbury. 2004.  Hozzáférés: 2017. május 5. [halott link]

## Fordítás
- Ez a szócikk részben vagy egészben  a   Luke Sutherland című angol Wikipédia-szócikk ezen változatának fordításán alapul.  Az eredeti cikk szerkesztőit annak laptörténete sorolja fel. Ez a jelzés csupán a megfogalmazás eredetét és a szerzői jogokat jelzi, nem szolgál a cikkben szereplő információk forrásmegjelöléseként.